# Saint-Hilaire-des-Loges
Saint-Hilaire-des-Loges är en kommun i departementet Vendée i regionen Pays de la Loire i västra Frankrike. Kommunen ligger i kantonen Saint-Hilaire-des-Loges som tillhör arrondissementet Fontenay-le-Comte. År 2022 hade Saint-Hilaire-des-Loges 1 904 invånare.

## Befolkningsutveckling
Antalet invånare i kommunen Saint-Hilaire-des-Loges
| Referens: INSEE |